# Local Control Network
Ein Local Control Network (abgekürzt LCN) ist ein proprietäres Gebäudeautomationssystem für Wohn- und Zweckbauten, das vom deutschen Hard- und Software-Unternehmen Issendorff KG mit Sitz in Rethen (Leine) entwickelt wurde. Es wurde erstmals zur Industriemesse in Hannover im Jahre 1992 vorgestellt und wird seit 1993 serienmäßig produziert.

## Konzept

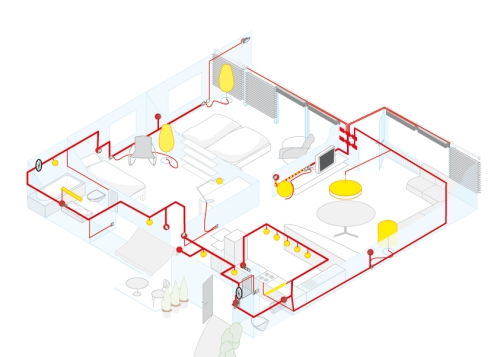
LCN Netzwerk

Das System besteht aus einem dezentral organisierten Netzwerk, das von Mikrocomputern, den LCN-Modulen und einem vierdrähtigen Bus gebildet wird. Sämtliche verfügbaren LCN-Module weisen die gleiche Hard- und Software auf und lassen sich deshalb identisch programmieren. Alle Module können rückgelesen werden, was bei anderen Systemen nicht oder nur schwer möglich ist. Auch sind LCN Module mit älteren kompatibel, so dass eine Erweiterung einer Anlage aus dem Jahr 1997 mit aktuellen Modulen möglich wäre.
Die Module sind in verschiedenen Bauformen verfügbar, die angepasst sind an die Verwendung in der Verteilung, in Unterputzdosen oder in Abzweigdosen. Die Module verfügen über zwei unabhängig voneinander ansteuerbare, dimmbare Ausgänge. Zusätzlich können sie mit Sensoren, Tastern, Aktoren, Kopplern usw. ergänzt werden. Jedes Modul kann sowohl Sensor wie Aktor sein.
Die einfache Programmierung und Installation, sowie die Kosten für die Parametriersoftware (kein Dongle erforderlich) sind der Vorteil gegenüber anderen Systemen am Markt.

### Kommunikation
Die einzelnen LCN-Module sind zusätzlich zu Schutz-, Phasen- und Neutralleiter an einen vierten Leiter für die Datenübertragung angeschlossen. Die Kommunikation erfolgt über den Datendraht und den Neutralleiter.

### Busstruktur
Der Bus kann linien-, stern- oder baumförmig aufgebaut werden. In einem Bussegment können maximal 250 Module untergebracht werden. Bussegmente können durch eine übergeordnete Ebene zusammengefasst werden, die maximal 120 Segmente enthalten kann. Ein LCN-System kann somit maximal 30'000 Module umfassen.

### Programmierung (Software)
Die Programmierung von LCN erfolgt durch einen qualifizierten Elektroinstallateur mithilfe der LCN-Programmiersoftware LCN-PRO, die auf einem PC oder Laptop installiert ist. Der PC kann über einen LCN-Koppler an beliebiger Stelle im LCN-Netzwerk angeschlossen werden. Seit 2018 ist der Buskoppler LCN-PKE erhältlich, der einen Anschluss ans LAN oder WLAN erlaubt, so dass kein Rechner direkt an der Koppelstelle aufgestellt werden muss.

### Fernsteuerung und Visualisierung
LCN-GVS wird auf einem Windows-PC installiert und dient als zentraler Web-Server für Ihre LCN-Gebäude weltweit. Beliebig viele Benutzer können mittels Web-Browser visualisieren und steuern – ein spezielles Programm ist auf den Visualisierungsstationen (PCs, Macs oder Smartphones) nicht erforderlich. Seit Juni 2013 ist eine iOS- und Android-App LCN-GVS zum Fernsteuern der Gebäudetechnik verfügbar. Seit 2018 gibt es eine zweite App, der die LCN-Fernsteuerung per Siri erlaubt.
Der große Vorteil der Software ist die Einfachheit. Installateuren und auch Endkunden ist es damit möglich die Gestaltung der Tableaus vorzunehmen.

### Lösungen von Fremdanbietern
Eine universelle Lösung bieten openHAB oder IP-Symcon. Beide Anbieter ermöglichen die Steuerung von Geräten aller namhaften Hersteller untereinander. Seit Ende 2018 ist das LCN-System auch Kernbestandteil der Open-Source Smarthome-Software Home Assistant.
Vom Unternehmen L-Vis wird eine kleine Visualisierung und Fernsteuerung über ein Webinterface angeboten, das auch von einem iPad oder einem Mobiltelefon bedient werden kann. Die Ankopplung an das LCN-System erfolgt über die vom Unternehmen hergestellten L-Vis Box, welche als Gateway zwischen einem LCN-Koppler und einem Internetrouter eingefügt wird. Die L-Vis Box erlaubt die Fernsteuerung beliebig vieler Module innerhalb eines Segments.
Das Unternehmen IOS Mediensysteme bietet eine Visualisierung mit berührungsempfindlichen grafikfähigen Displays an, welche hauptsächlich im Zusammenhang mit Audioanlagen zum Einsatz kommen.
Das Unternehmen ReCon Systemmanagement bietet eine Visualisierung auf HTML-Basis für jedes browserfähige Gerät an. Als Schnittstelle dienen das von LCN intern bereitgestellte I-Port-Protokoll sowie das PCHK-Protokoll mit Schnittstelle USB<> PCHK.